# کیرا آیتکن
کیرا آیتکن (به انگلیسی: Kiera Aitken) (زادهٔ ۳۱ اکتبر ۱۹۸۳) شناگر اهل برمودا است.